# Мурализам
Мурализам  је назив који означава сликарски покрет и зидне слике мурале у Мексику са социјално-критичком и националном тематиком.
Ови уметнички прикази-мурали - појавили су се након Мексичке револуције а стварали су их уметници Хосе Клементе Ороско, Дијего Ривера и Давид Алфаро Сикерас. Након Другог светског рата и 70-их година 20. века мурализам изнова доживљава врхунац само што сада није заступљена револуционарна тематика. У мурализму се преплићу елементи предколумбовске као и модерне европске уметности (нова стварност и кубизам) али није развијен јединствени стил.

## Главни представници
Главни представници су:
- Диего Ривера (Diego Rivera)
- Хосе Клементе Ороско (José Clemente Orozco)
- Давид Алфаро Сикерас (David Alfaro Siqueiros)